# Monastyryszcze
Monastyryszcze (ukr. Монастирище, pol. hist. Monasterzyska) – miasto na Ukrainie w obwodzie czerkaskim, w rejonie humańskim.

## Historia
W 1642 Aleksander Bębnowski herbu Odrowąż wraz ze żoną Jadwigą z Jankowskich procesował ks. Wiśniowieckich o odebranie im dzierżawy Monastyryszcz w województwie kijowskim.
Miasto zostało w 1768 objęte koliszczyzną. Kozacy i ruskie chłopstwo współdziałając ze sobą ograbiło tutejszy kościół, plebanię i zabudowania folwarczne.
Siedziba dawnej gminy Monasterzyska w powiecie lipowieckim w guberni kijowskiej.
Podczas okupacji hitlerowskiej, w sierpniu 1941 roku Niemcy utworzyli getto dla żydowskich mieszkańców. Przebywało w nim około 1600 osób. 29 maja 1942 roku Niemcy zlikwidowali getto, a Żydów zamordowali. 
W 1989 liczyło 16 359 mieszkańców.
W 2013 liczyło 9040 mieszkańców.

## Pałac

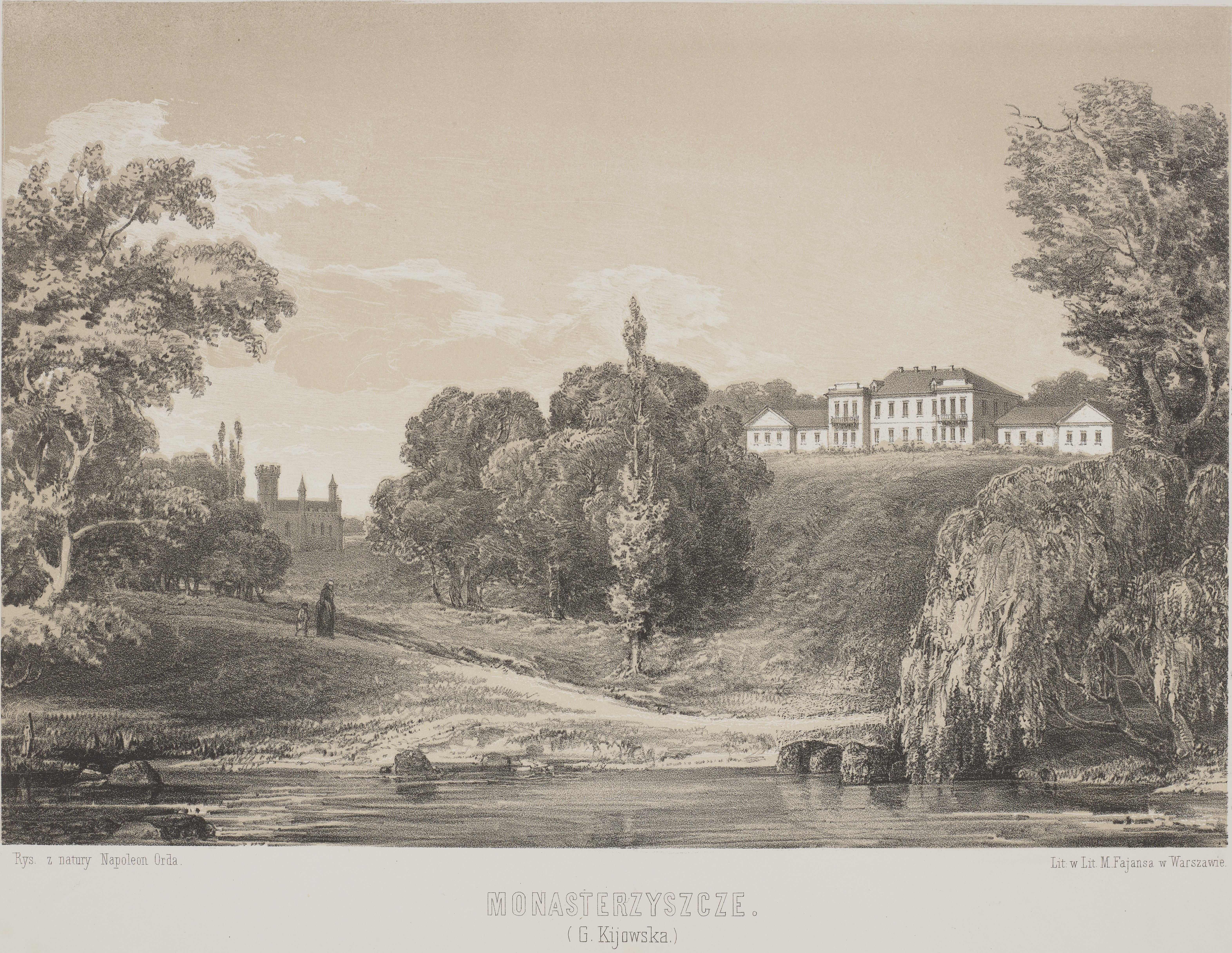
Pałac Podoskich na rysunku Napoleona Ordy

- pałac wybudowany przez Leona(inne języki) lub Jerzego Podoskiego[7].